# 国民学術協会
財団法人 国民学術協会（こくみんがくじゅつきょうかい）は、学派学閥を超えた民間アカデミーを掲げ、有識者会員及び民間の支援者らにより組織された日本の財団法人。文化学術の発展に寄与することを目的として1940年に法人化された民間学術団体。

## 概要
文化科学、ジャーナリズム、哲学に関連した一部の自然科学等を主とし、公的機関から賞されずとも評議会で話題となり、会員間で着目された研究及び文芸などについて民間の立場から支援した。会員の意見交換や討議は、毎月定日に開かれた月例理事会及び月例評議会で行われた。有力アカデミーの多くが官立であった時代、既に表彰機構のあった芸術や自然科学等の分野を除外し、従来脚光を浴びていない分野に注力して活動を行う。
研究及び文芸の表彰及び資金の付与支援、公開講座の開催、学術書の刊行、「学術の日本」の編集出版などが代表的な活動とされる。財源は、主に中央公論社の嶋中雄作による寄付で賄われた。

## 沿革
- 1939年（昭和14年）4月26日に協会設立のための有識者による発起人会合が行われた。発起人は、政治学者・社会学者の杉森孝次郎、慶應義塾大学経済部教授の任にあった高橋誠一郎、外交評論家の清澤洌、嶋中雄作、加えて正宗白鳥、小倉金之助、牧野英一、長谷川如是閑が名を連ねた。

- 同年5月8日、設立時の会員を含めた発会式が行われた[1]。設立時の会員は、安倍賢一、芦田均、石原純、上田貞次郎、桑木厳翼、小泉信三、島崎藤村、末弘厳太郎、高橋誠一郎、津田左右吉、東畑精一、西田幾多郎、穂積重遠、三木清、柳田國男、吉江喬松、笠信太郎、和辻哲郎。（後に斎藤茂吉、田邊元、小泉丹が加入。）

- 1940年（昭和15年）2月26日、財団法人として文部省より認可される。同年、会員の吉江と吉田の逝去に伴い、土居光知、辰野隆、三浦新七、今井登志喜の4名が新会員となる。

## 役員
法人設立後の主要役員は以下である。
- 理事長　桑木厳翼
- 常務理事　嶋中雄作、清澤洌、三木清
- 理事　長谷川如是閑、杉森幸次郎、牧野英一、小倉金之助、高橋誠一郎、正宗白鳥
- 監事　松本蒸治、穂積重遠
- 主事　間宮庸蔵、片上最太郎

## 活動内容

### 研究補助金の付与
- 近世日本技術史（三枝博音）
- 近世日本農学史（古島敏雄）
- 日本文化史概論の研究（長谷川如是閑）
- 日本数学史・日本外交年表（小倉金之助）
- 支那人の体質及び支那における特殊疾患の研究調査文献目録（小泉丹）
- 日本上代金石文の研究(会津八一）
- 日本社会学史(清水幾太郎）
- 普通教育の効果調査－国語の部(柳田國男）
- 尖石遺跡の発掘事業（宮坂英弌、今井登志喜・八幡一郎）
- 日本民謡レコード原型製作（町田嘉章）

### 表彰
- 牧野日本植物図鑑 - 牧野富太郎著
- 切支丹宗門史 - 吉田小五郎訳
- 論語の研究 - 竹内義雄著